# Sant'Anna de Marmorata
Sant'Anna de Marmorata, även benämnd Sant'Anna dei Calzettari, var en kyrkobyggnad i Rom, helgad åt den heliga Anna, Jungfru Marias moder. Kyrkan var belägen vid dagens Lungotevere Aventino i Rione Ripa. Tillnamnet ”Marmorata” syftar på de stora upplag av marmor, vilka tidigare fanns i området. 

## Historia
Kyrkan uppfördes under 1100-talet. År 1650 överläts den åt Compagnia dei Calzettari, strumphandlarnas skrå, vilket år 1745 lät bygga om kyrkan från grunden (a fundamentis). Kyrkans interiör var enskeppig med sidokapell. I slutet av 1800-talet och i början av 1900-talet sanerades Roms bebyggelse längs Tibern och de nya tiberkajerna anlades med de så kallade lungoteveri, breda genomfartsgator. I samband med detta omfattande stadsplaneprojekt nedrevs en lång rad kyrkobyggnader, däribland Sant'Anna de Marmorata.

## Omnämningar i kyrkoförteckningar
| Katalog                      | År         | Benämning                         |
| ---------------------------- | ---------- | --------------------------------- |
| Catalogo di Cencio Camerario | 1192       | sce. Anne                         |
| Il Catalogo Parigino         | cirka 1230 | s. Anna                           |
| Il Catalogo di Torino        | cirka 1320 | Ecclesia sancte Anne de Marmorata |
| Il Catalogo del Signorili    | cirka 1425 | sce. Anne                         |
| Francesco del Sodo           | 1575–1583  | S. Anna a piè del Priorato        |